# Česko na Eurovision Song Contest 2021

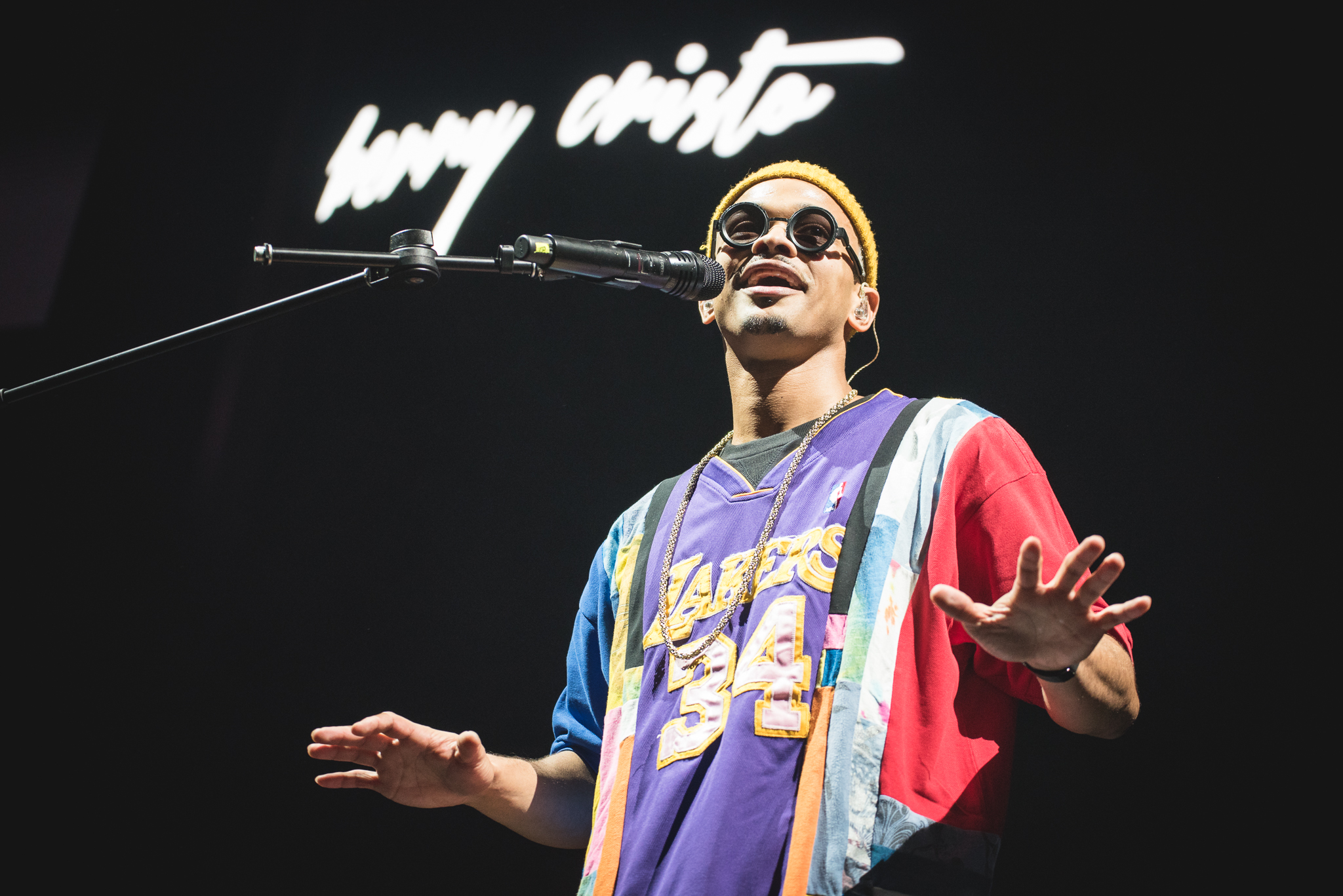
Ben Cristovao na koncertě v O2 areně, 21. září 2019.

Česko se zúčastnilo 65. ročníku hudební soutěže Eurovision Song Contest 2021 v nizozemském Rotterdamu. Reprezentoval jej Ben Cristovao s písní Omaga. Před zrušením akce měl soutěžit v soutěži 2020 s písní Kemama. 

## Před Eurovizí
Ročník v roce 2020 byl kvůli pandemii koronaviru zrušen, Česká televize se proto rozhodla, že neuspořádá národní finále a 13. května 2020 oznámila, že Ben Cristovao, vystupující pod pseudonymem Benny Cristo, dostane šanci i v následujícím roce.
Probíhající pandemie také způsobila, že přípravný tým má více povinností oproti běžnému ročníku, což znamená větší časovou náročnost, vyšší finanční náklady a nutnost připravit se na všechny možné scénáře. Proto bylo rozhodnuto a v lednu 2021 oznámeno, že píseň pro českého interpreta nevyberou diváci, ale bude zvolena interně. Odhalení písně včetně jejího názvu Omaga a videoklipu proběhlo 16. února 2021.

## Eurovize
Eurovize 2021 se konala mezi 18. až 22. květnem 2021 v nizozemském Rotterdamu. První semifinále proběhlo 18. května, druhé 20. května a finále 22. května. Celkem se ročníku zúčastnilo 39 států. Benny Cristo vystoupil jako 3. ve 2. semifinále. Do finále se ale neprobojoval. Po obdržení 0 bodů od zahraničních diváků a 23 bodů od mezinárodních porot obsadil s celkovým ziskem 23 bodů až 15. místo ze 17 zemí zúčastněných ve 2. semifinále.

## Hlasování
V každém semifinále i ve finálovém večeru hlasují diváci i odborné poroty, právo hlasovat v semifinále mají zúčastněné země a ve finále všichni včetně těch, kteří do finále nepostoupili. Obě skupiny vybírají 10 nejlepších čísel. Nejlepší interpret získává 12 bodů, druhý 10 bodů a ostatní 8–1 bod. Každá profesionální porota se skládá z pěti hudebníků, kteří jsou občany dané země. Porotci musí být nezávislí a nesmí být nijak spjatí s žádným účastníkem soutěže. Českou porotu tvořili Boris Carloff, Debbi, Elis Mraz, Miro Žbirka a Tonya Graves.

### Druhé semifinále
| Pořadí | Země        | Porota    | Porota    | Porota    | Porota    | Porota    | Porota | Porota | Diváci | Diváci |
| Pořadí | Země        | Porotce 1 | Porotce 2 | Porotce 3 | Porotce 4 | Porotce 5 | Průměr | Body   | Pořadí | Body   |
| ------ | ----------- | --------- | --------- | --------- | --------- | --------- | ------ | ------ | ------ | ------ |
| 1      | San Marino  | 9         | 10        | 7         | 11        | 8         | 9      | 2      | 11     |        |
| 2      | Estonsko    | 10        | 7         | 16        | 12        | 11        | 11     |        | 10     | 1      |
| 3      | Česko       |           |           |           |           |           |        |        |        |        |
| 4      | Řecko       | 8         | 4         | 6         | 8         | 9         | 6      | 5      | 9      | 2      |
| 5      | Rakousko    | 12        | 11        | 10        | 9         | 13        | 13     |        | 14     |        |
| 6      | Polsko      | 14        | 8         | 15        | 14        | 15        | 14     |        | 13     |        |
| 7      | Moldavsko   | 5         | 13        | 14        | 15        | 14        | 12     |        | 1      | 12     |
| 8      | Island      | 2         | 1         | 2         | 2         | 3         | 2      | 10     | 2      | 10     |
| 9      | Srbsko      | 6         | 14        | 8         | 7         | 7         | 7      | 4      | 6      | 5      |
| 10     | Gruzie      | 16        | 16        | 12        | 13        | 12        | 15     |        | 16     |        |
| 11     | Albánie     | 7         | 12        | 9         | 10        | 10        | 10     | 1      | 12     |        |
| 12     | Portugalsko | 3         | 3         | 1         | 1         | 1         | 1      | 12     | 7      | 4      |
| 13     | Bulharsko   | 13        | 2         | 5         | 4         | 2         | 4      | 7      | 5      | 6      |
| 14     | Finsko      | 4         | 6         | 4         | 5         | 4         | 5      | 6      | 3      | 8      |
| 15     | Lotyšsko    | 11        | 15        | 13        | 16        | 16        | 16     |        | 15     |        |
| 16     | Švýcarsko   | 1         | 5         | 3         | 3         | 6         | 3      | 8      | 4      | 7      |
| 17     | Dánsko      | 15        | 9         | 11        | 6         | 5         | 8      | 3      | 8      | 3      |

### Finále
| Pořadí | Země               | Porota    | Porota    | Porota    | Porota    | Porota    | Porota | Porota | Diváci | Diváci |
| Pořadí | Země               | Porotce 1 | Porotce 2 | Porotce 3 | Porotce 4 | Porotce 5 | Průměr | Body   | Pořadí | Body   |
| ------ | ------------------ | --------- | --------- | --------- | --------- | --------- | ------ | ------ | ------ | ------ |
| 1      | Kypr               | 15        | 21        | 24        | 17        | 20        | 22     |        | 20     |        |
| 2      | Albánie            | 21        | 25        | 18        | 26        | 19        | 25     |        | 23     |        |
| 3      | Izrael             | 14        | 23        | 16        | 14        | 12        | 17     |        | 15     |        |
| 4      | Belgie             | 22        | 4         | 10        | 7         | 10        | 8      | 3      | 19     |        |
| 5      | Rusko              | 7         | 22        | 4         | 10        | 11        | 9      | 2      | 6      | 5      |
| 6      | Malta              | 2         | 16        | 3         | 6         | 3         | 4      | 7      | 14     |        |
| 7      | Portugalsko        | 3         | 3         | 2         | 2         | 2         | 1      | 12     | 21     |        |
| 8      | Srbsko             | 9         | 24        | 17        | 16        | 13        | 16     |        | 11     |        |
| 9      | Spojené království | 18        | 8         | 25        | 11        | 16        | 13     |        | 26     |        |
| 10     | Řecko              | 16        | 9         | 13        | 12        | 15        | 12     |        | 3      | 8      |
| 11     | Švýcarsko          | 5         | 7         | 6         | 5         | 6         | 6      | 5      | 8      | 3      |
| 12     | Island             | 4         | 1         | 5         | 4         | 5         | 3      | 8      | 4      | 7      |
| 13     | Španělsko          | 10        | 13        | 11        | 23        | 17        | 15     |        | 24     |        |
| 14     | Moldavsko          | 24        | 26        | 26        | 24        | 26        | 26     |        | 1      | 12     |
| 15     | Německo            | 25        | 6         | 15        | 22        | 25        | 14     |        | 18     |        |
| 16     | Finsko             | 8         | 12        | 8         | 8         | 8         | 10     | 1      | 7      | 4      |
| 17     | Bulharsko          | 11        | 2         | 9         | 9         | 4         | 7      | 4      | 12     |        |
| 18     | Litva              | 12        | 20        | 14        | 25        | 24        | 21     |        | 10     | 1      |
| 19     | Ukrajina           | 13        | 5         | 12        | 15        | 23        | 11     |        | 2      | 10     |
| 20     | Francie            | 6         | 11        | 1         | 1         | 1         | 2      | 10     | 9      | 2      |
| 21     | Ázerbájdžán        | 19        | 19        | 19        | 20        | 22        | 23     |        | 17     |        |
| 22     | Norsko             | 26        | 10        | 23        | 19        | 21        | 20     |        | 13     |        |
| 23     | Nizozemsko         | 17        | 15        | 20        | 13        | 14        | 19     |        | 25     |        |
| 24     | Itálie             | 1         | 14        | 7         | 3         | 7         | 5      | 6      | 5      | 6      |
| 25     | Švédsko            | 20        | 17        | 22        | 18        | 9         | 18     |        | 16     |        |
| 26     | San Marino         | 23        | 18        | 21        | 21        | 18        | 24     |        | 22     |        |